# Yang Yu (diplomático)
Yang Yu (en chino tradicional, 楊儒; 1840-12 de febrero de 1902) fue un diplomático chino que sirvió como embajador en los Estados Unidos, Austria-Hungría y Rusia.

## Biografía
En 1891 hubo disturbios callejeros en contra ciudadanos estadounidenses en Zhenjiang. Yang Yu convenció el gobierno chino de pagar indemnización a los ciudadanos que habían sufrido pérdidas.
En agosto de 1893 Yang Yu llega en una misión a los Estados Unidos. En California hizo un estudio sobre violencia en contra gente de ascendencia china. El 23 de agosto de 1893 el gobierno de los estados unidos recibió una respuesta a la Ley Geary. Se hizo la propuesta al Congreso de los Estados Unidos a cancelar el ley de Geary Act y da protección a la población de ascendencia china en California si no quiere que la delegación china se retire y los ciudadanos de los Estados Unidos en China serían expulsados.
El 23 de noviembre de 1896 fue designado ministro plenipotenciario en el Imperio ruso, Imperio austrohúngaro y los Países Bajos. El 25 de noviembre de 1897 fue acreditado en el Palacio Imperial de Hofburg. 
En 1900 tropas del Imperio ruso ocuparon Manchuria el noreste de China. En enero de 1901 llegó como ministro ante el corte de San Petersburgo. En marzo de 1901 protesta contra la ocupación de Manchuria, insultó a Vladimir Lamsdorf, cayó de una escalera y sufrió un accidente cerebrovascular.